# Karl August Gottlieb Sturm
Karl August Gottlieb Sturm (* 10. Januar 1803 in Querfurt; † 21. Februar 1886 in Goseck) war ein Typograf, Schulmeister, Kantor, Chronist und Zeichner.

## Leben

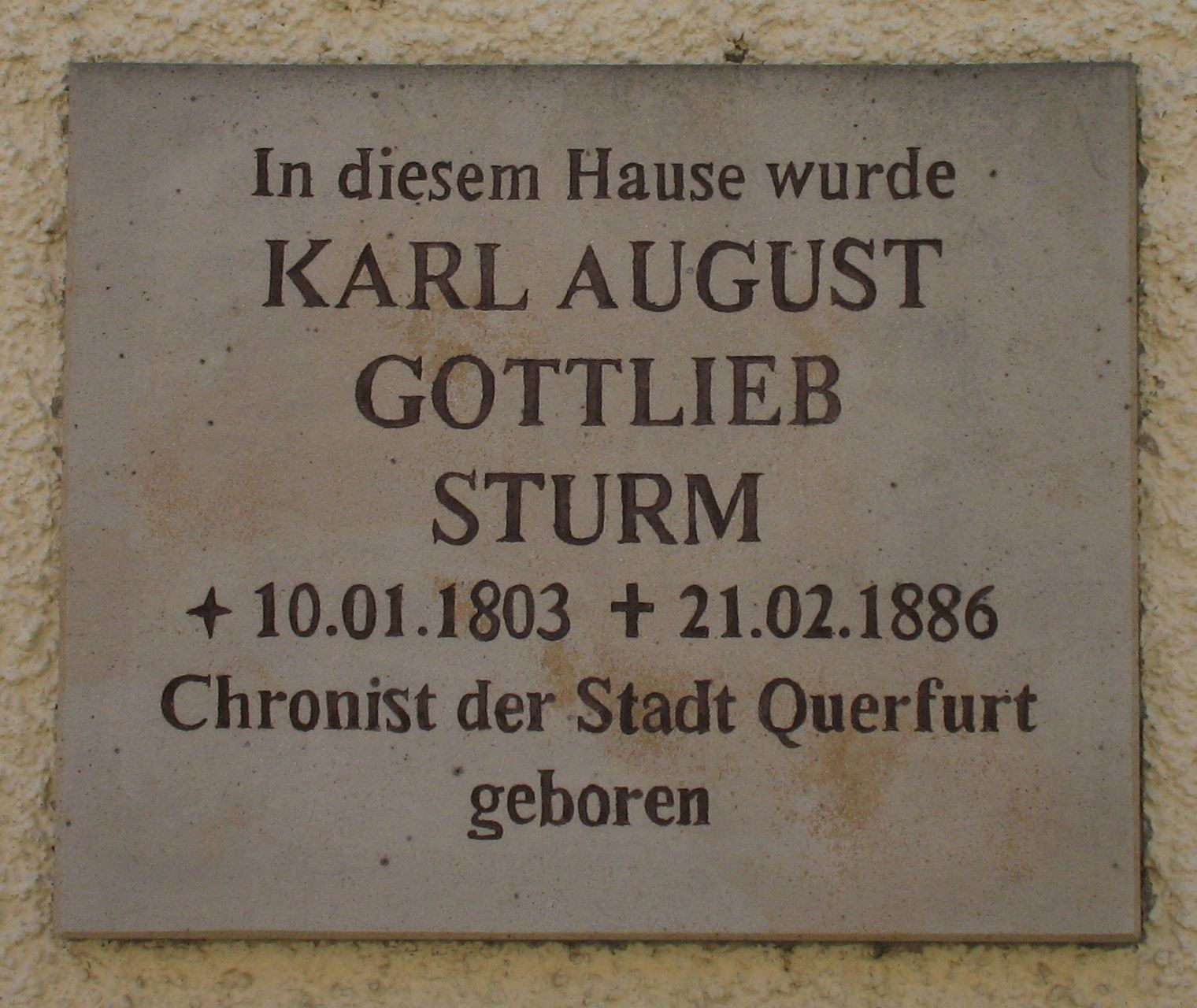
Gedenktafel an seinem Geburtshaus in Querfurt

Karl August Gottlieb Sturm wurde in Querfurt geboren und besuchte dort die Bürgerschule. Er nahm 1818 in Potsdam eine Lehre im Orgelbauerhandwerk auf, ohne diese zu beenden. Nach Querfurt zurückgekehrt, begann er eine Lehre als Buchdrucker (Typograph). Nach der Ausbildung ging er auf drei Wanderschaften. Auf diesen Reisen kam er bis nach Kopenhagen. 1830 nahm er eine Ausbildung zum Lehrer (Kantor) am Lehrerseminar in Weißenfels auf. Nach der Lehrerprüfung erhielt er eine erste Stelle in Leimbach bei Querfurt. Anschließend war er als Kinderlehrer in Lobitzsch bei Uichteritz und ab 1835 in Goseck als Schulmeister tätig. Das Amt übte er bis 1871 aus. Im Februar 1886 starb Sturm in Goseck. Sein Grab befindet sich dort auf dem alten Friedhof.
Anlässlich des 200. Geburtstages von Sturm wurden in Querfurt an seinem Geburtshaus und in Goseck an seinem Wohnhaus Gedenktafeln angebracht und in Querfurt ihm zu Ehren eine Platane gepflanzt.

## Werke
- Goseck, In: Thüringen und der Harz mit ihren Merkwürdigkeiten, Volkssagen und Legenden, 5. Band, S. 26–39, Sondershausen 1841
- Großjena, In: Thüringen und der Harz mit ihren Merkwürdigkeiten, Volkssagen und Legenden, 8. Band, S. 123–127, Sondershausen 1844
- Goseck und seine Umgebungen. Geschichte und Beschreibung der ehemaligen Grafschaft und Benediktinerabtei Goseck an der Saale, mit 6 Lithographien, Naumburg 1844
- Chronik der Stadt und Herrschaft Querfurt, Querfurt 1845
- Kleine Chronik der Stadt Weißenfels: nach Quellen bearbeitet. Weißenfels 1869 (Digitalisat).
- Kleine Chronik von Querfurt, Querfurt 1847
- Führer durch Goseck und seine Umgebungen, oder Geschichte und Beschreibung der ehemaligen Grafschaft und nachherigen Benediktinerabtei Goseck an der Saale, Weißenfels 1851
- Die Zerstörung von Scheidungen oder der Untergang des thüringischen Königreichs, In: Querfurther wöchentliches Kreisblatt 1854
- Dänenburg (Sage von der Entstehung Naumburgs), sechs Teile in: Querfurther wöchentlichen Kreisblatt 1855
- Das Todtenthal (Tote Täler bei Naumburg (Saale)), In: Querfurther wöchentliches Kreisblatt 1855
- Die Magyarenschlacht bei Keuschberg (Die Schlacht König Heinrich I. gegen die Magyaren (Ungarn) am Keuschberg im März 933), In: Querfurther wöchentliches Kreisblatt 1856
- Groß-Jena, In: Querfurther wöchentliches Kreisblatt 1856
- Die Schlacht bei Roßbach, Eine getreue Darstellung der Ereignisse vor, während und nach dieser Schlacht, Zur Säcular-Erinnerung an den 5. November 1757, Prange, Weißenfels 1857
- Rabeswald, In: Geschichten und Sagen aus dem Saal- und Unstrutthale, In: Querfurther wöchentliches Kreisblatt 1858
- Das Gericht auf der Lotharsburg (Lautersburg, Burgruine im Ziegelrodaer Forst, 3,5 km nordöstlich von Ziegelroda), In: Querfurther wöchentliches Kreisblatt 1858
- Hans von Hedersleben, In Querfurther wöchentlichen Kreisblatt 1859 (siehe: Salzgraf der Saline in Halle von 1408 bis 1412)
- Kaiser Karl V. zu Halle und zu Naumburg 1547, In: Querfurther wöchentliches Kreisblatt 1860
- Frankenaue, 1860
- Geschichte und Beschreibung der ehemaligen Grafschaft und Benediktinerabtei Goseck, jetzt gräflich von Zech-Burkersrodasche Besitzungen an der Saale nebst Umgebung, Weißenfels 1861
- Geschichtlich geographische Antworten auf nach diesen Antworten zu stellende Fragen der näheren Vaterlandskunde. Mit besond. Berücksichtigung der Kreise Merseburg, Weißenfels, Querfurt etc., des Regierungsbezirk Merseburg und der Provinz Sachsen, Zunächst für Volksschulen auf dem Lande, Prange, Weißenfels 1868
- Kleine Chronik der Stadt Weißenfels: nach Quellen bearbeitet, 1869
- Erlebnisse und Reisen, 1875
- Das geängstete Naumburg (Sagen und Geschichten),